# Хасімото Тору
Хасімото Тору (яп. 橋下 徹, Hashimoto Tōru, born 29 June 1969) — японський телеведучий, політик та юрист. Він колишній губернатор префектури Осака та мер міста Осака. Він є засновником Nippon Ishin no Kai та Асоціації відновлення Осаки. Він є одним із провідних правих консервативно-популістських політиків Японії.
Хасімото не вірить, що корейські жінки для втіхи, які служили секс-працівниками для японської армії під час Другої світової війни, були завербовані силою.

## Раннє життя та кар'єра
Тору Хасісіта народився в Хатагая, Сібуя, Токіо, 29 червня 1969 року. Його батько, який був якудза, помер, коли він був у другому класі початкової школи. Незабаром після цього його мати змінила читання їх імені на Хасімото. Хасімото з матір'ю та сестрою переїхали до Суйти, Осака, коли він був у п'ятому класі, а потім до Хіґасійоґава-ку, Осака наступного року.
Будучи студентом середньої школи префектури Осака Кітано, Хасімото грав у Національному турнірі з регбі середніх шкіл у складі шкільної команди з регбі, яка була одним із трьох чемпіонів турніру префектури Осака. Він двічі провалив вступні іспити до університету Васеда, але був прийнятий після додаткового року навчання. Він закінчив Васеда навесні 1994 року і склав адвокатський іспит пізніше того ж року, ставши адвокатом у 1996 році. У 1998 році він заснував юридичну контору Hashimoto, де він створив практику в галузі корпоративного права, права розваг і вирішення спорів. Хасімото залишається акціонерним партнером фірми, але перетворив її на професійну корпорацію у 2008 році і наразі не бере активної ролі в її управлінні. Він також став юридичним радником асоціації публічних будинків Тобіти Сінті на певний період часу.
У перші роки адвокатської практики він почав виступати на місцевому радіо та телебаченні в районі Кансай. Він кілька разів виступав у програмі Super Morning TV Asahi, після чого американський телеведучий Дейв Спектор, який також регулярно з'являвся в шоу, надіслав записи виступів Хасімото телепродюсерам інших мереж. Найвідоміша телевізійна роль Хасімото припала на квітень 2003 року, коли він почав брати участь у популярній програмі Gyōretsu no Dekiru Hōritsu Sōdanjo (яп. 行列のできる法律相談所, "The Legal Advisory Office that People Queue Up For", NTV). ведучий — комік Сінсуке Сімада, як частина звичайної колегії з чотирьох юристів. Він з'являвся в шоу до грудня 2007 року. Хасімото також був гостем у шоу Hikari Ota на Nippon TV, якби я був прем'єр-міністром… Секретар Танака, де він «запропонував» власникам будинків щодня відкривати штори.
У 2012 році він зізнався, що мав позашлюбні стосунки з господинею клубу між 2006 і 2008 роками, ще будучи телеведучим, сказавши, що «я не був святим до того, як став губернатором».

## Політична кар'єра

### Губернатор префектури Осака
Ходили чутки, що Хасімото балотуватиметься на посаду мера міста Осака у 2007 році через свою популярність і статус юриста, але він цього не зробив, і навіть після того, як Фусае Охта оголосила, що піде на пенсію з посади губернатора префектури Осака після закінчення другого терміну, він спочатку заявив, що не має наміру балотуватися в губернатори. Однак 12 грудня 2007 року, отримавши обіцянки підтримки від місцевої Ліберально-демократичної партії та Нової Комейто, він оголосив, що братиме участь у губернаторських перегонах. Він набрав 54 % голосів на виборах 27 січня 2008 року і обійняв пост губернатора 6 лютого 2008 року. У 2010 році він заснував Асоціацію відновлення Осаки (One Osaka), нову регіональну політичну партію з платформою, зосередженою навколо плану Осака Метрополіс. Невдовзі після своєї інавгурації на посаді губернатора Осаки Хасімото оголосив про «надзвичайний фінансовий стан» у префектурі та запропонував масштабні скорочення бюджету.
На деякий час його стиль прямої розмови та сприйняте бажання кинути виклик статус-кво зробили його однією з найпопулярніших політичних фігур у Японії. Його партія «Осака Ішін но Кай» отримала високі рейтинги підтримки в національних опитуваннях, незважаючи на свою регіональну спрямованість. У квітні 2011 року партія також отримала більшість в асамблеї префектури Осаки.

### Мер міста Осака
Його план Osaka Metropolis зіткнувся з шаленою опозицією інших політиків, у тому числі тодішнього мера Осаки Куніо Хірамацу. Хасімото пішов у відставку з поста губернатора Осаки 31 жовтня 2011 року, не закінчивши свій перший термін, щоб балотуватися на посаду мера Осаки. У листопаді його було обрано мером разом із Ічіро Мацуї з One Osaka, який змінив його на посаді губернатора.
Під час виборчої кампанії тижневі журнали Shukan Shincho, Shukan Bunshun і Shincho45 опублікували статті, у яких йдеться про судимість його батька та походження буракумінів. Хасімото розкритикував статті у Twitterі.
Після виборів Хасімото заснував «Ishin Seiji Juku», «крам-школу» для підготовки майбутніх політичних лідерів, яка прийняла 2000 студентів у свій перший клас у березні 2012 року.
У 2012 році було проведено опитування державних службовців, які працюють у місті Осака, вимагаючи розкрити тих, хто має татуювання на тілі. Опитування показало, що 110 співробітників із 33 500 мали принаймні одне татуювання. Хасімото прокоментував, що державні службовці не мають права на татуювання, і запропонував тим, хто має татуювання, піти у відставку. Спровокувавши подальшу полеміку, 2 липня 2012 року Хасімото зробив коментар новопризначеним мерам районів Осаки, що державні службовці не можуть розраховувати на особисту приватність або основні права людини, працюючи на громадськість.
У вересні 2012 року він заснував Nippon Ishin No Kai, або Японську асоціацію реставрації, національне розширення Osaka Ishin no Kai. Це була перша національна політична партія, яка базувалася в Осаці, а не в Токіо, і отримала статус партії, здобувши підтримку семи членів парламенту.
Партія Osaka Ishin no Kai зазнала кількох невдач у 2013 році: її кандидат програв вибори мера Сакай у вересні, а партія втратила більшість в асамблеї префектури в грудні 2013 року після того, як чотири члени відмовилися від продажу частки уряду в місті префектури Осака. Розробка, оператор швидкої залізниці Сембоку.
У зв'язку з суперечливими коментарями про жінок-розрадниць (див. нижче) і після того, як не вдалося досягти консенсусу щодо свого плану злиття міста Осака та префектури Осака, Хасімото оголосив про свою відставку з поста мера в лютому 2014 року та сказав, що балотуватиметься на переобрання на посаду мера. шукати новий мандат від виборців.
На референдумі у травні 2015 року Осака з незначною перевагою проголосувала проти плану метрополії Осаки. Після поразки його основної політичної пропозиції, яку підтримав національний уряд, Хасімото оголосив, що піде з політики після закінчення терміну його повноважень мера. У червні його запросили до Токіо на зустріч із прем'єр-міністром Сіндзо Абе, який висловив свою підтримку невдалого плану, а також попросив Хасімото подати думку щодо майбутнього законодавства про національну безпеку.
Політична програма Хасімото передбачала приватизацію муніципального транспортного сектору (метро, автобусне сполучення та периферійні автобусні лінії), водопровідні споруди, лікарні та збір сміття. Він передбачав скорочення міської чисельності з 21 600 одиниць у 2012 році до 19 350 одиниць до 2015 року. Передвиборча програма Ishin no Kai пропонувала скоротити фінансування класичних оркестрів, бунраку (національного лялькового театру) і Музею прав людини в Осаці, а також легалізувати азартні ігри як новий спосіб отримання прибутку. У 2008 році Хасімото зменшив зарплату вчителям державних шкіл, а також державні внески, спрямовані на приватні школи. У 2013 році він змусив більшість шкіл Осаки оприлюднити рейтинги тестів на навчальні здібності, щоб підвищити роль приватного сектору, конкуренцію між школами та шкільними операторами та використання кількісних методів оцінювання. Цей підхід застосовував політичний контроль над освітою, двома сферами, які традиційно залишалися розділеними після Другої світової війни.

## Політичні погляди

### Ядерна політика
Він відомий своєю опозицією до перезапуску місцевих ядерних реакторів після аварії на АЕС у Фукусімі. За даними The New York Times, це призвело до того, що він став найулюбленішим політиком Японії за опитуваннями на початку 2012 року. Хасімото та кілька інших лідерів зрештою погодилися на обмежений перезапуск атомної електростанції Ōi у 2012 році.
До того, як він став губернатором Осаки у 2008 році, він у кількох телевізійних програмах стверджував, що Японія повинна мати ядерну зброю, але з тих пір сказав, що це його особиста думка.

### Зовнішня політика
Хасімото є прихильником торговельної угоди про Транстихоокеанське партнерство та відмовився підтримати партію Ітіро Одзава «Людське життя насамперед» у цьому питанні.

### Погляди на територіальні суперечки
У вересні 2012 року Хасімото запропонував Японії та Південній Кореї спільно управляти скелями Ліанкур, відомими як Такесіма в Японії та Докдо в Кореї. Він запропонував те ж саме щодо островів Сенкаку, заявивши, що хоча спірні острови належать Японії, що «суверенітет і використання — це різні питання». Ці погляди викликали значну критику з боку його власної партії, а також з боку зовнішніх коментаторів.

### Націоналістичні позиції
Після вступу на посаду у 2008 році Хасімото сварився з профспілками вчителів та іншими офіційними особами через «Кімігайо», національний гімн Японії. У травні 2012 року він висунув постанову, яка б змусила вчителів виконувати гімн під час шкільних церемоній. Його партія також запропонувала провести національний референдум щодо статті 9 Конституції Японії.

### Погляди на бази США в Японії
У 2009 році, на тлі суперечок по всій Японії щодо переміщення авіаційної бази морської піхоти Футенма, Хасімото публічно запропонував перенести функції бази до міжнародного аеропорту Кансай в Осаці (який розташований на штучному острові). Він зауважив, що «тягар [баз на Окінаві] слід більш рівномірно розподілити по всій Японії». Деякі представники бізнес-спільноти Кансай підтримали це, але США назвали такий крок нездійсненним з матеріально-технічних причин.
Він підтримує план переселення Futenma до Хеноко на Окінаві, а також закликав жителів Окінави погодитися на розміщення гвинтокрилих літаків Osprey, незважаючи на значну місцеву опозицію.
У червні 2013 року він запропонував перенести деякі сівалки Osprey до аеропорту Яо в Осаці. Мер Яо Сейта Танака виступив проти цієї ідеї, заявивши, що безпека літака Osprey не була підтверджена.

### Питання жінок для втіхи
У серпні 2012 року Хасімото заявив, що немає жодних доказів того, що японські військові застосовували силу або погрози для вербування південнокорейських жінок для втіхи, які служили секс-працівницями для військових під час Другої світової війни, оскільки його бабуся та мати також брали участь у цьому.
У травні 2013 року, нібито визнаючи, що жінки для втіхи служили солдатам «проти їх волі», Хасімото також заявив, що вони були «необхідними», щоб японські солдати могли трохи «відпочити» під час Другої світової війни.
13 травня 2013 року Хасімото сказав високопоставленому чиновнику американських військ на Окінаві: «Ми не можемо контролювати сексуальну енергію цих відважних морських піхотинців» і запропонував солдатам Сполучених Штатів більше використовувати місцеву індустрію розваг для дорослих, припускаючи, що це зменшить кількість сексуальних злочинів проти місцевих жінок. Тоді Хасімото на прес-конференції обґрунтував необхідність колишніх японських жінок для втіхи та інших країн. Хасімото також зазначив, що Японія створила Асоціацію відпочинку та розваг для американських військових, щоб займатися проституцією. Хасімото вибачився за ці зауваження.
Кілька провідних японських політиків, у тому числі Банрі Кайєда, президент Демократичної партії Японії та Інада Томомі, міністр адміністративної реформи, розкритикували ці коментарі. Кайєда особливо зауважив, що «система жінок для комфорту не потрібна», та Інада зазначив, що «система жінок для комфорту була серйозним порушенням прав людини жінок». Запланований візит до Сан-Франциско було скасовано після того, як високопоставлений чиновник Сан-Франциско повідомив Хасімото в листі, що «люди Сан-Франциско наразі не вітають поїздку Хасімото до США», що Хасімото буде оточений протестувальниками, і що його візит зашкодить іміджу Осаки. Разом із мером Сан-Франциско Едвіном Лі Хасімото планував зустрітися з мером Нью-Йорка Майклом Блумбергом, але після того, як стало зрозуміло, що цього не відбудеться, Хасімото офіційно скасував свою поїздку 28 травня 2013 року.

### Погляди на вибори та політичні партії
У березні 2012 року Таніґакі Садакадзу, тодішній лідер головної опозиційної Ліберально-демократичної партії, сказав, що «сказати, як це робить Хасімото, що політичні партії погані, призвело до мілітаризму в Японії в 1930-х роках. Адольф Гітлер і Беніто Муссоліні також виникли в цій якійсь атмосфері». У квітні 2012 року голова Yomiuri Group Цунео Ватанабе написав, що заява Хасімото про те, що вибори є формою підтирання дочиста, нагадала йому про тактику Гітлера, щоб прийти до влади.

### Асахі Сімбун
Існує історія конфлікту між Хасімото та Асахі Сімбун, однією з найбільших газет Японії. Після того, як газета розкритикувала його заяву щодо судової справи в редакційній статті у 2008 році, Хасімото відповів, сказавши: «Нам було б краще без Асахі Сімбун. Це просто дурна розмовна установа. Сподіваюся, він скоро припинить роботу».
16 жовтня 2012 року Сюкан Асахі, щотижневий журнал, виданий дочірньою компанією Асахі Сімбун, описав батька Хасімото як нащадка буракуміна, стверджував, що він був пов'язаний з бандами якудза, а також стверджував, що його смерть, яка сталася, коли Хасімото був у початковій школі, покінчив життя самогубством. У статті також порівнювали Хасімото з Адольфом Гітлером і натякали, що на політику Хасімото вплинуло походження його батька. Згодом Хасімото відмовився спілкуватися з журналістами Сюкан Асахі та Асахі Сімбун. 18 жовтня група Асахі вибачилася, заявивши, що стаття в журналі містить «невідповідні описи». Сторонній комітет з питань преси та прав людини, створений компанією Асахі Сімбун, дійшов висновку, що «історія про мера Осаки Тору Хасімото в щотижневому журналі Сюкан Асахі посилила дискримінацію» і «історія, включаючи її заголовок, заснована на неправильній ідеї заперечення цілісності Хасімото як людини на підставі його походження. Вона втрачає з поля зору незалежну людську гідність». Президент Асахі Сімбун Publications Хідео Котоку подав у відставку, а компанія знизила в посаді головного редактора Сюкан Асахі та заступника редактора, відповідального за серію, і відсторонила їх від роботи на три місяці.

### Інфраструктура
Хасімото виступав за закриття аеропорту Ітамі та перетворення Міжнародного аеропорту Кансай на єдиний повітряний вузол регіону. Він запропонував перетворити місце Itami на «міжнародне місто свободи кампусу» для іноземних студентів і науковців. Хасімото також виступав за продаж 49-відсоткової частки префектури Осака в Osaka Prefectural Urban Development, оператор швидкої залізниці Сембоку і його партія досягла угоди про продаж цієї частки Lone Star Funds у 2013 році, але четверо членів партії Хасімото в зборах префектури повстали через схвалення продажу, що призвело до поразки заходу.